# Северная Дарья
Се́верная Да́рья — малая река на Среднем Урале, протекающая в Шалинском районе Свердловской области, правый приток Дарьи. Длина реки — 14 км.

## География
Река Северная Дарья протекает в горно-лесистой части Среднего Урала, на востоке Шалинского района и образованного на его части городского округа Староуткинск Свердловской области. Водосборная площадь — 35 км², уклон реки — 9,14 м/км.
Река начинается в болоте Зюзево и течёт преимущественно с севера на юг, незначительно уклоняясь на юго-восток. Она протекает в сосновом лесу, межгорной долине между горами Высокой и Просечной с одной стороны и Дарьинскими горами с другой, принимая справа ряд безымянных притоков. Северная Дарья впадает в реку Дарью справа, на 38 км от устья последней. Высота устья над уровнем моря — 326,8 м.

## Ихтиофауна
В Северной Дарье водятся следующие виды рыб: гольян-красавка, налим, усатый голец, хариус.

## Данные водного реестра
По данным государственного водного реестра России, река Северная Дарья относится к Камскому бассейновому округу. Водохозяйственный участок реки — Чусовая от города Ревды до в/п посёлка Кына, речной подбассейн реки — Кама до Куйбышевского водохранилища (без бассейнов рек Белой и Вятки), речной бассейн реки — Кама.
Код объекта в государственном водном реестре — 10010100612111100010461.